# Liste der Nummer-eins-Hits in Polen (2023)
Dies ist eine Liste der Nummer-eins-Hits in Polen im Jahr 2023. Sie basiert auf den Oficjalna Lista Sprzedaży (OLiS) für Singles (single w streamie, Streaming) und Alben (albumy, Streaming und Verkäufe). Die Listen werden im Auftrag des polnischen Związek Producentów Audio-Video erstellt.
Zu Jahresbeginn wurden die Charts umgestellt und Musikstreaming wurde zur wesentlichen Grundlage der Auswertungen. Bei den Alben wurden die Verkaufscharts (physisch und digital) um die Streamingabrufe erweitert. Bei den Singles traten die Streamingcharts an die Stelle der Radiocharts.
In der Woche des Jahreswechsels wurden sowohl auf der alten Plattform, als auch auf der neuen Plattform Charts veröffentlicht, es existieren also zwei Singles- und zwei Albenlisten für diese Woche. Die Liste von 2022 endet am 5. bzw. 6. Januar mit den alten Daten. Diese Liste überschneidet sich damit und beginnt mit den neuen Daten am 30. Dezember 2022.

## Singles
| ← 2022 ← | Liste der Nummer-eins-Hits in Polen | Liste der Nummer-eins-Hits in Polen                 | Liste der Nummer-eins-Hits in Polen | 2024 → |
| \| Zeitraum \| Wo. ges. \| Interpret \| Titel Autor(en) \| Zusätzliche Informationen \| \| (Zeitraum, Wochen auf Platz eins, Interpret, Titel, Autor[en], zusätzliche Informationen) \| \| \| \| \| \| ----------------------------------------------------------------------------------------- \| -------- \| --------------------------------------------------- \| ------------------------------------------------------------------------------------------------------------------------------------------------------------------- \| --------------------------------------------------------------------------------------------------------------------------------------------- \| \| 30. Dezember 2022 – 12. Januar 2023 2 Wochen \| 2 \| 2115 feat. Bedoes 2115, White 2115 & Taco Hemingway \| Dresscode Borys Przybylski, Sebastian Czekaj, Filip Tadeusz Szcześniak, Damian Skoczyk, Kornel Barwiński \| – \| \| 13. Januar 2023 – 16. März 2023 9 Wochen \| 9 \| Miley Cyrus \| Flowers Miley Ray Cyrus, Michael Ross Pollack, Gregory Aldae Hein \| – \| \| 17. März 2023 – 13. April 2023 4 Wochen \| 4 \| Białas feat. Sobel (prod. Deemz) \| Uzi Mateusz Karaś, Szymon Sobel, Nadim Akkash \| – \| \| 17. März 2023 – 20. April 2023 5 Wochen \| 5 \| David Kushner \| Daylight David Kushner, Hayden Robert Hubers, Jeremy Fedryk, Josh Bruce Williams \| – \| \| 21. April 2023 – 11. Mai 2023 3 Wochen \| 3 \| Sanah \| Marcepan Dominic Buczkowski-Wojtaszek, Patryk Kumór, Zuzanna Irena Jurczak \| – \| \| 12. Mai 2023 – 18. Mai 2023 1 Woche \| 1 \| Blanka \| Solo Bartłomiej Rzeczycki, Blanka Stajkow, Julia Sundberg, Maciej Puchalski, Marcin Górecki, Maria Broberg, Mikołaj Maciej Trybulec \| – \| \| 19. Mai 2023 – 8. Juni 2023 3 Wochen (insgesamt 5) \| 5 \| Kizo feat. Bletka \| Taxi Patryk Woziński, Bletka, BeMelo, Eddie Block, Adash \| – \| \| 9. Juni 2023 – 27. Juli 2023 7 Wochen \| 7 \| Zeamsone \| 5 influencerek Paweł Świdnicki \| – \| \| 28. Juli 2023 – 10. August 2023 2 Wochen (insgesamt 5) \| 5 \| Kizo feat. Bletka \| Taxi Patryk Woziński, Bletka, BeMelo, Eddie Block, Adash \| – \| \| 11. August 2023 – 7. September 2023 4 Wochen \| 4 \| Smolasty & Doda \| Nim zajdzie słońce Musik: Filip Leon Pobocha, Wiktor Wójcik; Text: Dorota Rabczewska, Norbert Smoliński \| – \| \| 8. September 2023 – 21. September 2023 2 Wochen \| 2 \| Pro8l3m \| Nicea Oskar Tuszyński, Piotr Szulc \| – \| \| 22. September 2023 – 28. September 2023 1 Woche \| 1 \| Taco Hemingway feat. Otsochodzi prod. Zeppy Zep \| Cichosza Musik: Grzegorz Jerzy Turnau; Text: Michał Wojciech Zabłocki; Bearbeitung: Michał Marek Będkowski (Musik), Filip Tadeusz Szcześniak, Miłosz Stępień (Text) \| – \| \| 29. September 2023 – 5. Oktober 2023 1 Woche \| 1 \| Oki prod. Bvdy47 \| Jeremy Sochan Oskar Kamiński, Szymon Badowski \| – \| \| 6. Oktober 2023 – 26. Oktober 2023 3 Wochen \| 3 \| ReTo \| Fluid Igor Bugajczyk, Łukasz Wróblewski \| – \| \| 27. Oktober 2023 – 30. November 2023 5 Wochen \| 5 \| Pretty Girls Swag feat. Young Leosia & Bambi \| BFF Michalina Włodarczyk, Sara Leokadia Sudoł \| – \| \| 1. Dezember 2023 – 28. Dezember 2023 4 Wochen (insgesamt 7) \| 7 \| Wham! \| Last Christmas George Michael \| Nach Umstellung der Charts erreicht der internationale Weihnachtskultsong 39 Jahre nach seiner Veröffentlichung erstmals die Spitzenposition. \| \| 29. Dezember 2023 – 4. Januar 2024 1 Woche \| 1 \| Figo i Samogony \| Erotyczne Pif-Paf Piotr Połać, Andrzej Izdebski \| – \| |                                     |                                                     | | |
| ← 2022 |                                     |                                                     | | → 2024 → |
| Zeitraum | Wo. ges.                            | Interpret                                           | Titel Autor(en) | Zusätzliche Informationen |
| (Zeitraum, Wochen auf Platz eins, Interpret, Titel, Autor[en], zusätzliche Informationen) |                                     |                                                     | | |
| 30. Dezember 2022 – 12. Januar 2023 2 Wochen | 2                                   | 2115 feat. Bedoes 2115, White 2115 & Taco Hemingway | Dresscode Borys Przybylski, Sebastian Czekaj, Filip Tadeusz Szcześniak, Damian Skoczyk, Kornel Barwiński                                                            | – |
| 13. Januar 2023 – 16. März 2023 9 Wochen | 9                                   | Miley Cyrus                                         | Flowers Miley Ray Cyrus, Michael Ross Pollack, Gregory Aldae Hein                                                                                                   | – |
| 17. März 2023 – 13. April 2023 4 Wochen | 4                                   | Białas feat. Sobel (prod. Deemz)                    | Uzi Mateusz Karaś, Szymon Sobel, Nadim Akkash | – |
| 17. März 2023 – 20. April 2023 5 Wochen | 5                                   | David Kushner                                       | Daylight David Kushner, Hayden Robert Hubers, Jeremy Fedryk, Josh Bruce Williams                                                                                    | – |
| 21. April 2023 – 11. Mai 2023 3 Wochen | 3                                   | Sanah                                               | Marcepan Dominic Buczkowski-Wojtaszek, Patryk Kumór, Zuzanna Irena Jurczak                                                                                          | – |
| 12. Mai 2023 – 18. Mai 2023 1 Woche | 1                                   | Blanka                                              | Solo Bartłomiej Rzeczycki, Blanka Stajkow, Julia Sundberg, Maciej Puchalski, Marcin Górecki, Maria Broberg, Mikołaj Maciej Trybulec                                 | – |
| 19. Mai 2023 – 8. Juni 2023 3 Wochen (insgesamt 5) | 5                                   | Kizo feat. Bletka                                   | Taxi Patryk Woziński, Bletka, BeMelo, Eddie Block, Adash | – |
| 9. Juni 2023 – 27. Juli 2023 7 Wochen | 7                                   | Zeamsone                                            | 5 influencerek Paweł Świdnicki | – |
| 28. Juli 2023 – 10. August 2023 2 Wochen (insgesamt 5) | 5                                   | Kizo feat. Bletka                                   | Taxi Patryk Woziński, Bletka, BeMelo, Eddie Block, Adash | – |
| 11. August 2023 – 7. September 2023 4 Wochen | 4                                   | Smolasty & Doda                                     | Nim zajdzie słońce Musik: Filip Leon Pobocha, Wiktor Wójcik; Text: Dorota Rabczewska, Norbert Smoliński                                                             | – |
| 8. September 2023 – 21. September 2023 2 Wochen | 2                                   | Pro8l3m                                             | Nicea Oskar Tuszyński, Piotr Szulc | – |
| 22. September 2023 – 28. September 2023 1 Woche | 1                                   | Taco Hemingway feat. Otsochodzi prod. Zeppy Zep     | Cichosza Musik: Grzegorz Jerzy Turnau; Text: Michał Wojciech Zabłocki; Bearbeitung: Michał Marek Będkowski (Musik), Filip Tadeusz Szcześniak, Miłosz Stępień (Text) | – |
| 29. September 2023 – 5. Oktober 2023 1 Woche | 1                                   | Oki prod. Bvdy47                                    | Jeremy Sochan Oskar Kamiński, Szymon Badowski | – |
| 6. Oktober 2023 – 26. Oktober 2023 3 Wochen | 3                                   | ReTo                                                | Fluid Igor Bugajczyk, Łukasz Wróblewski | – |
| 27. Oktober 2023 – 30. November 2023 5 Wochen | 5                                   | Pretty Girls Swag feat. Young Leosia & Bambi        | BFF Michalina Włodarczyk, Sara Leokadia Sudoł | – |
| 1. Dezember 2023 – 28. Dezember 2023 4 Wochen (insgesamt 7) | 7                                   | Wham!                                               | Last Christmas George Michael | Nach Umstellung der Charts erreicht der internationale Weihnachtskultsong 39 Jahre nach seiner Veröffentlichung erstmals die Spitzenposition. |
| 29. Dezember 2023 – 4. Januar 2024 1 Woche | 1                                   | Figo i Samogony                                     | Erotyczne Pif-Paf Piotr Połać, Andrzej Izdebski | – |

## Alben
| ← 2022 ← | Liste der Nummer-eins-Hits in Polen | Liste der Nummer-eins-Hits in Polen            | Liste der Nummer-eins-Hits in Polen | 2024 →                    |
| \| Zeitraum \| Wo. ges. \| Interpret \| Titel \| Zusätzliche Informationen \| \| (Zeitraum, Wochen auf Platz eins, Interpret, Titel, zusätzliche Informationen) \| \| \| \| \| \| ------------------------------------------------------------------------------ \| -------- \| ---------------------------------------------- \| ---------------------------------- \| ------------------------- \| \| 30. Dezember 2022 – 5. Januar 2023 1 Woche \| 1 \| Kabe x Miszel \| Złote przeboje \| – \| \| 6. Januar 2023 – 19. Januar 2023 2 Wochen \| 2 \| Sanah \| Sanah śpiewa poezyje \| – \| \| 20. Januar 2023 – 9. Februar 2023 3 Wochen \| 3 \| Polska Wersja \| Na waszych oczach \| – \| \| 10. Februar 2023 – 16. Februar 2023 1 Woche (insgesamt 3) \| 3 \| Dawid Podsiadło \| Leśna muzyka (live, czyli na żywo) \| – \| \| 17. Februar 2023 – 23. Februar 2023 1 Woche (insgesamt 5) \| 5 \| Dawid Podsiadło \| Lata dwudzieste \| – \| \| 24. Februar 2023 – 2. März 2023 1 Woche \| 1 \| Styxxx \| Reto \| – \| \| 3. März 2023 – 9. März 2023 1 Woche \| 1 \| Tede \| 3H Hajp hajs hejt \| – \| \| 10. März 2023 – 16. März 2023 1 Woche \| 1 \| Club2020 \| Club2020 \| – \| \| 17. März 2023 – 23. März 2023 1 Woche \| 1 \| Paluch x Słoń \| Pośród hien \| – \| \| 24. März 2023 – 30. März 2023 1 Woche \| 1 \| Kuban \| Spokój \| – \| \| 31. März 2023 – 6. April 2023 1 Woche \| 1 \| Avi \| Mały książę \| – \| \| 7. April 2023 – 13. April 2023 1 Woche \| 1 \| O.S.T.R. \| Diaporama \| – \| \| 14. April 2023 – 20. April 2023 1 Woche \| 1 \| Metallica \| 72 Seasons \| – \| \| 21. April 2023 – 27. April 2023 1 Woche \| 1 \| Agust D \| D-Day \| – \| \| 28. April 2023 – 4. Mai 2023 1 Woche \| 1 \| Białas \| Newcomer \| – \| \| 5. Mai 2023 – 11. Mai 2023 1 Woche \| 1 \| Ed Sheeran \| − (Subtract) \| – \| \| 12. Mai 2023 – 18. Mai 2023 1 Woche \| 1 \| Floral Bugs \| Kłamczuch \| – \| \| 19. Mai 2023 – 25. Mai 2023 1 Woche \| 1 \| Dwa Sławy, Gruby Mielzky, Pers i The Returners \| I jest to możliwe (Mixtape) \| – \| \| 26. Mai 2023 – 1. Juni 2023 1 Woche \| 1 \| Donguralesko \| Ucieczka z kina Wolność \| – \| \| 2. Juni 2023 – 8. Juni 2023 1 Woche \| 1 \| Stray Kids \| 5-Star \| – \| \| 9. Juni 2023 – 15. Juni 2023 1 Woche \| 1 \| Niall Horan \| The Show \| – \| \| 16. Juni 2023 – 22. Juni 2023 1 Woche \| 1 \| Złota Kolekcja \| Dżem \| – \| \| 23. Juni 2023 – 29. Juni 2023 1 Woche \| 1 \| Kacperczyk \| Pokolenia końca świata \| – \| \| 30. Juni 2023 – 6. Juli 2023 1 Woche \| 1 \| Zeamsone \| ??? \| – \| \| 7. Juli 2023 – 13. Juli 2023 1 Woche (insgesamt 2) \| 2 \| Kult \| Kult XLI \| – \| \| 14. Juli 2023 – 20. Juli 2023 1 Woche \| 1 \| Fonos \| 11:11 \| – \| \| 21. Juli 2023 – 10. August 2023 3 Wochen \| 3 \| Szpaku \| Uzumaki forma ostateczna \| – \| \| 11. August 2023 – 17. August 2023 1 Woche \| 1 \| SB Maffija \| Hotel Maffija 3 \| – \| \| 18. August 2023 – 24. August 2023 1 Woche \| 1 \| Szpaku \| Uzumaki forma ostateczna \| – \| \| 25. August 2023 – 31. August 2023 1 Woche (insgesamt 5) \| 5 \| Dawid Podsiadło \| Lata dwudzieste \| – \| \| 1. September 2023 – 7. September 2023 1 Woche (insgesamt 3) \| 3 \| Dawid Podsiadło \| Leśna muzyka (live, czyli na żywo) \| – \| \| 8. September 2023 – 14. September 2023 1 Woche \| 1 \| Mata \| <33 \| – \| \| 15. September 2023 – 21. September 2023 1 Woche \| 1 \| Kizo \| Patocelebryta \| – \| \| 22. September 2023 – 12. Oktober 2023 3 Wochen \| 3 \| Taco Hemingway \| 1-800-Oświecenie \| – \| \| 13. Oktober 2023 – 19. Oktober 2023 1 Woche \| 1 \| Kwiat Jabłoni \| Pokaz slajdów \| – \| \| 20. Oktober 2023 – 26. Oktober 2023 1 Woche \| 1 \| Gibbs \| Safe \| – \| \| 27. Oktober 2023 – 2. November 2023 1 Woche \| 1 \| Palion \| Tryb kreatywny \| – \| \| 3. November 2023 – 9. November 2023 1 Woche \| 1 \| Jung Kook \| Golden \| – \| \| 10. November 2023 – 16. November 2023 1 Woche \| 1 \| Stray Kids \| Rock-Star \| – \| \| 17. November 2023 – 23. November 2023 1 Woche \| 1 \| Pidżama Porno \| PP \| – \| \| 24. November 2023 – 30. November 2023 1 Woche \| 1 \| Męskie Granie Orkiestra \| Męskie Granie 2023 \| – \| \| 1. Dezember 2023 – 7. Dezember 2023 1 Woche (insgesamt 3) \| 3 \| Pro8l3m \| ProXl3m \| – \| \| 8. Dezember 2023 – 14. Dezember 2023 1 Woche \| 1 \| Dawid Podsiadło \| Przed i po \| – \| \| 15. Dezember 2023 – 21. Dezember 2023 1 Woche (insgesamt 2) \| 2 \| Kult \| Kult XLI \| – \| \| 22. Dezember 2023 – 28. Dezember 2023 1 Woche \| 1 \| Opał prod. Jonatan \| Pierwsza jesień bez depresji \| – \| \| 29. Dezember 2023 – 11. Januar 2024 2 Wochen (insgesamt 3) \| 3 \| Pro8l3m \| ProXl3m \| – \| |                                     |                                                |                                     |                           |
| ← 2022 |                                     |                                                |                                     | → 2024 →                  |
| Zeitraum | Wo. ges.                            | Interpret                                      | Titel                               | Zusätzliche Informationen |
| (Zeitraum, Wochen auf Platz eins, Interpret, Titel, zusätzliche Informationen) |                                     |                                                |                                     |                           |
| 30. Dezember 2022 – 5. Januar 2023 1 Woche | 1                                   | Kabe x Miszel                                  | Złote przeboje                      | –                         |
| 6. Januar 2023 – 19. Januar 2023 2 Wochen | 2                                   | Sanah                                          | Sanah śpiewa poezyje                | –                         |
| 20. Januar 2023 – 9. Februar 2023 3 Wochen | 3                                   | Polska Wersja                                  | Na waszych oczach                   | –                         |
| 10. Februar 2023 – 16. Februar 2023 1 Woche (insgesamt 3) | 3                                   | Dawid Podsiadło                                | Leśna muzyka (live, czyli na żywo)  | –                         |
| 17. Februar 2023 – 23. Februar 2023 1 Woche (insgesamt 5) | 5                                   | Dawid Podsiadło                                | Lata dwudzieste                     | –                         |
| 24. Februar 2023 – 2. März 2023 1 Woche | 1                                   | Styxxx                                         | Reto                                | –                         |
| 3. März 2023 – 9. März 2023 1 Woche | 1                                   | Tede                                           | 3H Hajp hajs hejt                   | –                         |
| 10. März 2023 – 16. März 2023 1 Woche | 1                                   | Club2020                                       | Club2020                            | –                         |
| 17. März 2023 – 23. März 2023 1 Woche | 1                                   | Paluch x Słoń                                  | Pośród hien                         | –                         |
| 24. März 2023 – 30. März 2023 1 Woche | 1                                   | Kuban                                          | Spokój                              | –                         |
| 31. März 2023 – 6. April 2023 1 Woche | 1                                   | Avi                                            | Mały książę                         | –                         |
| 7. April 2023 – 13. April 2023 1 Woche | 1                                   | O.S.T.R.                                       | Diaporama                           | –                         |
| 14. April 2023 – 20. April 2023 1 Woche | 1                                   | Metallica                                      | 72 Seasons                          | –                         |
| 21. April 2023 – 27. April 2023 1 Woche | 1                                   | Agust D                                        | D-Day                               | –                         |
| 28. April 2023 – 4. Mai 2023 1 Woche | 1                                   | Białas                                         | Newcomer                            | –                         |
| 5. Mai 2023 – 11. Mai 2023 1 Woche | 1                                   | Ed Sheeran                                     | − (Subtract)                        | –                         |
| 12. Mai 2023 – 18. Mai 2023 1 Woche | 1                                   | Floral Bugs                                    | Kłamczuch                           | –                         |
| 19. Mai 2023 – 25. Mai 2023 1 Woche | 1                                   | Dwa Sławy, Gruby Mielzky, Pers i The Returners | I jest to możliwe (Mixtape)         | –                         |
| 26. Mai 2023 – 1. Juni 2023 1 Woche | 1                                   | Donguralesko                                   | Ucieczka z kina Wolność             | –                         |
| 2. Juni 2023 – 8. Juni 2023 1 Woche | 1                                   | Stray Kids                                     | 5-Star                              | –                         |
| 9. Juni 2023 – 15. Juni 2023 1 Woche | 1                                   | Niall Horan                                    | The Show                            | –                         |
| 16. Juni 2023 – 22. Juni 2023 1 Woche | 1                                   | Złota Kolekcja                                 | Dżem                                | –                         |
| 23. Juni 2023 – 29. Juni 2023 1 Woche | 1                                   | Kacperczyk                                     | Pokolenia końca świata              | –                         |
| 30. Juni 2023 – 6. Juli 2023 1 Woche | 1                                   | Zeamsone                                       | ???                                 | –                         |
| 7. Juli 2023 – 13. Juli 2023 1 Woche (insgesamt 2) | 2                                   | Kult                                           | Kult XLI                            | –                         |
| 14. Juli 2023 – 20. Juli 2023 1 Woche | 1                                   | Fonos                                          | 11:11                               | –                         |
| 21. Juli 2023 – 10. August 2023 3 Wochen | 3                                   | Szpaku                                         | Uzumaki forma ostateczna            | –                         |
| 11. August 2023 – 17. August 2023 1 Woche | 1                                   | SB Maffija                                     | Hotel Maffija 3                     | –                         |
| 18. August 2023 – 24. August 2023 1 Woche | 1                                   | Szpaku                                         | Uzumaki forma ostateczna            | –                         |
| 25. August 2023 – 31. August 2023 1 Woche (insgesamt 5) | 5                                   | Dawid Podsiadło                                | Lata dwudzieste                     | –                         |
| 1. September 2023 – 7. September 2023 1 Woche (insgesamt 3) | 3                                   | Dawid Podsiadło                                | Leśna muzyka (live, czyli na żywo)  | –                         |
| 8. September 2023 – 14. September 2023 1 Woche | 1                                   | Mata                                           | <33                                 | –                         |
| 15. September 2023 – 21. September 2023 1 Woche | 1                                   | Kizo                                           | Patocelebryta                       | –                         |
| 22. September 2023 – 12. Oktober 2023 3 Wochen | 3                                   | Taco Hemingway                                 | 1-800-Oświecenie                    | –                         |
| 13. Oktober 2023 – 19. Oktober 2023 1 Woche | 1                                   | Kwiat Jabłoni                                  | Pokaz slajdów                       | –                         |
| 20. Oktober 2023 – 26. Oktober 2023 1 Woche | 1                                   | Gibbs                                          | Safe                                | –                         |
| 27. Oktober 2023 – 2. November 2023 1 Woche | 1                                   | Palion                                         | Tryb kreatywny                      | –                         |
| 3. November 2023 – 9. November 2023 1 Woche | 1                                   | Jung Kook                                      | Golden                              | –                         |
| 10. November 2023 – 16. November 2023 1 Woche | 1                                   | Stray Kids                                     | Rock-Star                           | –                         |
| 17. November 2023 – 23. November 2023 1 Woche | 1                                   | Pidżama Porno                                  | PP                                  | –                         |
| 24. November 2023 – 30. November 2023 1 Woche | 1                                   | Męskie Granie Orkiestra                        | Męskie Granie 2023                  | –                         |
| 1. Dezember 2023 – 7. Dezember 2023 1 Woche (insgesamt 3) | 3                                   | Pro8l3m                                        | ProXl3m                             | –                         |
| 8. Dezember 2023 – 14. Dezember 2023 1 Woche | 1                                   | Dawid Podsiadło                                | Przed i po                          | –                         |
| 15. Dezember 2023 – 21. Dezember 2023 1 Woche (insgesamt 2) | 2                                   | Kult                                           | Kult XLI                            | –                         |
| 22. Dezember 2023 – 28. Dezember 2023 1 Woche | 1                                   | Opał prod. Jonatan                             | Pierwsza jesień bez depresji        | –                         |
| 29. Dezember 2023 – 11. Januar 2024 2 Wochen (insgesamt 3) | 3                                   | Pro8l3m                                        | ProXl3m                             | –                         |